# روبرت إروين (كاتب)
روبرت إروين (بالإنجليزية: Robert Irwin)‏‏ (23 أغسطس 1946 في غلدفورد - ) مؤرخ، ومؤلف، وروائي، وكاتب من المملكة المتحدة.

## الجوائز
- زميل في الجمعية الملكية للأدب